# Steuerlager

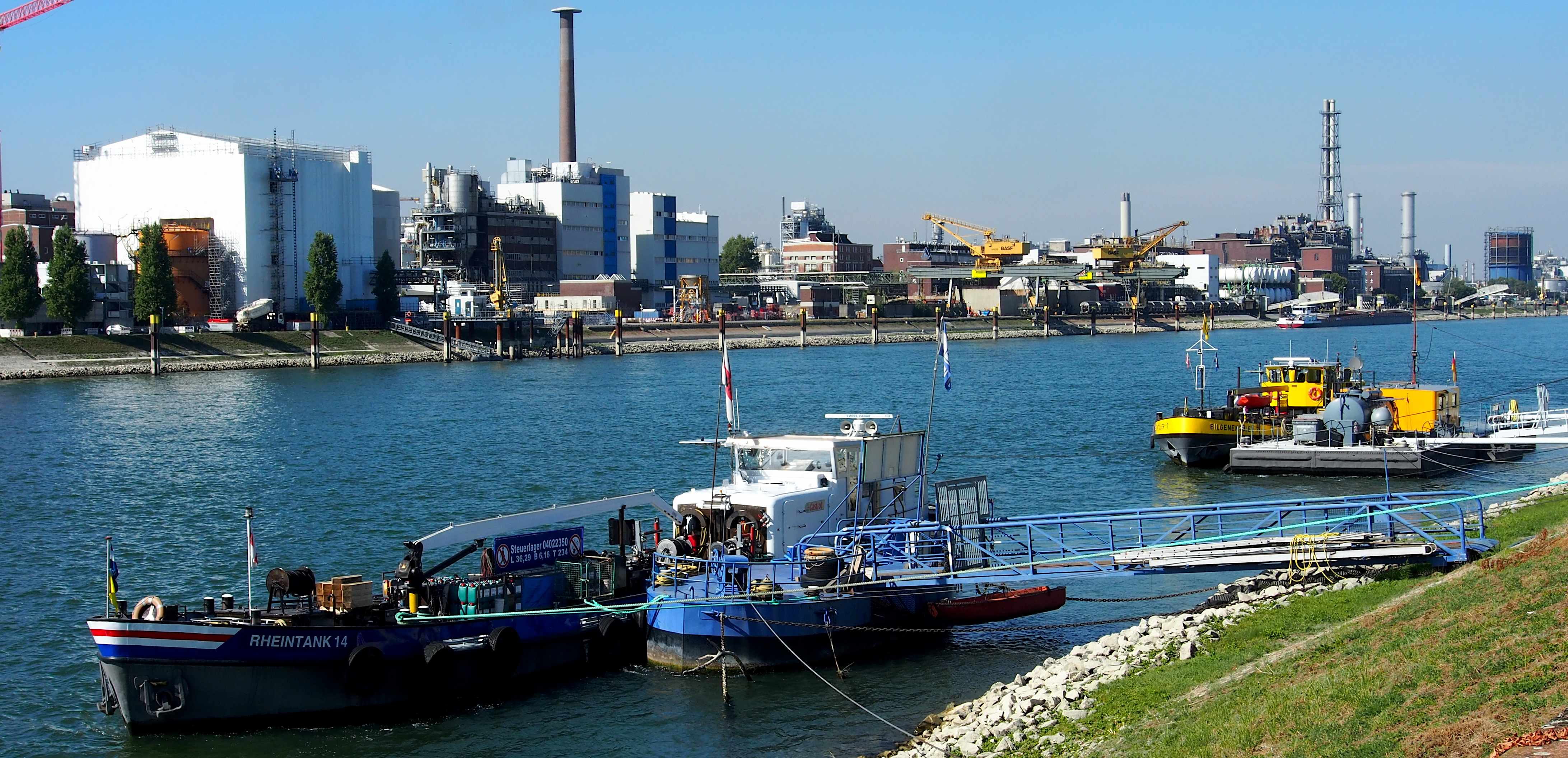
Bunkerschiff Rheintank 14 mit Kennzeichnung als Steuerlager 04022350

Ein Steuerlager ist ein Ort, an dem verbrauchsteuerpflichtige Waren im Rahmen eines Verfahrens der Steueraussetzung vom zugelassenen Lagerinhaber hergestellt, verarbeitet, gelagert, empfangen oder versandt werden dürfen. Diese in der Verbrauchsteuersystemrichtlinie getroffene Definition ist in der gesamten Europäischen Union gültig und in den einzelnen Verbrauchsteuergesetzen umgesetzt.
Solange sich die Waren im Steuerlager befinden, ist die Verbrauchsteuer ausgesetzt. Die Steuer entsteht bei der Überführung der Produkte in den steuerrechtlich freien Verkehr. In der Regel geschieht dies durch Auslagerung; es kann aber auch durch eine Unregelmäßigkeit beim Versand eintreten. In Einzelfällen ist es auch möglich, versteuerte Waren unter Steuererstattung in ein Steuerlager aufzunehmen.
Verbrauchsteuerlager unterscheiden sich von den wesensverwandten Zolllagern dadurch, dass sie ausschließlich Waren enthalten, die sich im zollrechtlich freien Verkehr der EU befinden. Die Verbrauchsteuergesetze unterscheiden daher zwischen dem verbrauchsteuerrechtlichen Steueraussetzungsverfahren und dem zollrechtlichen Nichterhebungsverfahren.